# Херардо Мартино
Херардо Даниел Мартино (на испански: Gerardo Daniel Martino), познат като Тата е бивш аржентински футболист.
Във футболната си кариера играе предимно за Нюелс Олд Бойс в родния си град Росарио. Той държи и рекорда за най-много мачове с екипа на отбора – 505 официални мача във всички турнири. Бива също така и избран от феновете за най-добър играч в историята на клуба.

## Треньорска кариера
Херардо Мартино е назначен като старши треньор на Националния отбор по футбол на Парагвай през февруари 2007 г., заменяйки на поста уругваеца Анибал Руис. Преди това, Мартино е печелил Парагвайската лига 4 пъти от 2002 до 2006.
На 5 юли 2010, Мартино обявява, че ще се оттегли от поста старши треньор на Парагвай след Световното първенство по футбор през 2010 в Южна Африка. Въпреки това, на 10 юли 2010, Тата се съгласява да остане още една година и да си тръгне след Копа Америка 2011.
На 22 юли 2013, Мартино бива избран за един от фаворитите, заедно с Луис Енрике да наследи Тито Виланова на поста старши треньор на ФК Барселона. Последният подава оставката си 3 дни по-рано. На 23 юли 2013, на официалния сайт на Барса се казва, че Херардо Мартино ще бъде новият треньор на каталунците, като се допълва, че ще подпише договор за 2 години . В края на сезон 2013/2014 Барса реши, че трябва да се раздели с Мартино заради неуспехите му начело на каталунския гранд.

## Успехи

### Като футболист
Нюелс Олд Бойс
- Аржентинска Примера Дивисион (3): 1987–88, 1990–91, 1991–92

### Като треньор
Либертад
- Парагвайска Примера Дивисион (3): 2002, 2003, 2006

Серо Портеньо
- Парагвайска Примера Дивисион (1): 2004

Нюелс Олд Бойс
- Аржентинска Примера Дивисион (1): 2012–13

Индивидуални
- Треньор № 1 на Южна Америка (1): 2007